# Snøde Sogn
Snøde Sogn er et sogn i Langeland-Ærø Provsti (Fyens Stift).
I 1800-tallet var Stoense Sogn anneks til Snøde Sogn. I 1896 blev Hou Sogn udskilt fra Snøde-Stoense pastorat som
selvstændigt sogn. Alle 3 sogne hørte til Langelands Nørre Herred i Svendborg Amt. Snøde-Stoense-Hou sognekommune blev ved kommunalreformen i 1970 indlemmet i Tranekær Kommune, der ved strukturreformen i 2007 indgik i Langeland Kommune.
I Snøde Sogn ligger Snøde Kirke.
I sognet findes følgende autoriserede stednavne:
- Ennebølle (bebyggelse, ejerlav)
- Karskov Huse (bebyggelse)
- Snøde (bebyggelse)
- Snøde Hesselbjerg (bebyggelse)
- Snøde Øre (areal)
- Steensgård (ejerlav, landbrugsejendom)
- Sølebæk (bebyggelse)
- Tressebølle (bebyggelse, ejerlav)